# Абеле, Адолфс
А́долфс А́беле (латыш. Ādolfs Ābele; 24 января 1889 года, Бломская волость, Лифляндская губерния — 2 августа 1967 года, Каламазу, штат Мичиган, США) — латвийский композитор и хоровой дирижёр.
Окончил школу в Цесисе, в 1907 г. перебрался в Ригу, где занимался музыкой под руководством Эмиля Дарзиня. Окончил Санкт-Петербургскую консерваторию (1915) по классу композиции Язепа Витола, занимался также у Якова Гандшина как органист.
В годы Первой мировой войны капельмейстер 4-го полка латышских стрелков. По окончании войны обосновался в Риге, в 1918 г. поступил репетитором в Национальный оперный театр. В 1919—1924 гг. преподавал и работал органистом в Лиепае, с 1922 г. первый директор Лиепайской народной консерватории. В 1924—1944 гг. преподавал в Латвийской консерватории, с 1938 г. профессор. Одновременно с 1927 г. дирижировал хором Латвийского университета «Дзиесмувара», выезжал с ним на гастроли по странам Скандинавии и Балтии. Был главным дирижёром VII, VIII и IX Латвийских праздников песни.
В 1944 г. покинул Латвию, по окончании Второй мировой войны жил в Германии в Эслингене, принявшем многих перемещённых лиц из Латвии.Здесь жили от шести до семи тысяч латышей. Там были организованы латышские школы, хоры, а также театральная группа. В 1950 г. уехал в США, работал органистом. В 1953 году он был дирижёром первого Латышского праздника песни в США в Чикаго. Главный дирижёр Латышского праздника песни в Эслингене (в 1947 г.), второго Латышского праздника песни в США (Чикаго, 1958).
Основу творческого наследия Абеле как композитора составляют около 70 хоровых композиций a cappella. Ему принадлежит также около 40 песен, ряд симфонических сочинений.